# Alberto Gallitti
Alberto Gallitti (* 1. April 1926 in Rom; † 17. März 2011 ebenda) war ein italienischer Filmeditor.
Alberto Gallitti war von Ende der 1950er Jahre bis 2000 als Filmeditor tätig. Er war bei mehr als 110 Produktionen für den Filmschnitt verantwortlich. Mehrfach arbeitete er dabei mit Regisseur Dino Risi zusammen.

## Filmografie (Auswahl)
- 1960: Waffen für San Salvador (Gli avventurieri dei Tropici)
- 1962: Die gewaltigen Sieben (Maciste il gladiatore più forte del mondo)
- 1963: Zorro, der Mann mit den zwei Gesichtern (Il segono di Zorro)
- 1963: Der Stärkste unter der Sonne (Maciste, l'eroe più grande del mondo)
- 1966: Kopfgeld: Ein Dollar (Navajo Joe)
- 1966: Unser Mann in Rio (Se tutte le donne del mondo)
- 1967: Mehr tot als lebendig (Un minuto per pregare, un istante per morire)
- 1967: Rocco – der Einzelgänger von Alamo (Ballata per un pistolero)
- 1968: Seine Winchester pfeift das Lied vom Tod (I lunghi giorni dell’odio)
- 1968: Schlacht um Anzio (Lo sbarco di Anzio)
- 1969: I quattro del Pater Noster
- 1970: Die Frau des Priesters (La moglie del prete)
- 1970: Eifersucht auf italienisch (Dramma della gelosia)
- 1971: Abend ohne Alibi (In nome del popolo italiano)
- 1972: Das Geheimnis des gelben Grabes (L’etrusco uccide ancora)
- 1974: Der Duft der Frauen (Profumo di donna)
- 1974: Moses (Mosè) (Fernseh-Miniserie)
- 1976: Action Winners (L’ultima volta)
- 1976: Sandokan – Der Tiger von Malaysia (Sandokan) (Miniserie)
- 1977: Das rote Zimmer (La stanza del vescovo)
- 1980: Sunday Lovers
- 1981: Die zwei Gesichter einer Frau (Fantasma d’amore)
- 1981: Der Ungehorsam (La disubbidienza)